# Lijst van beschermd erfgoed in de gemeente Lintgen
In deze lijst van beschermd erfgoed in de gemeente Lintgen zijn alle geclassificeerde nationale monumenten van de Luxemburgse gemeente Lintgen opgenomen.

## Monumenten per plaats

### Gosseldange
| Object                                   | Bouwjaar/architect | Locatie                                   | Datum beschermd?   | Coördinaten | Afbeelding |
| ---------------------------------------- | ------------------ | ----------------------------------------- | ------------------ | ----------- | ---------- |
| Gebouwen met plaats en aangrenzende tuin |                    | route de Mersch                           | 18 april 1991 (IS) |             |            |
| Beuk (Fagus sylvatica)                   |                    | Ter plaatse genaamd: im Gosseldingerbusch | 29 maart 1974 (IS) |             |            |

### Lintgen
| Object                                                    | Bouwjaar/architect | Locatie                                      | Datum beschermd?       | Coördinaten | Afbeelding |
| --------------------------------------------------------- | ------------------ | -------------------------------------------- | ---------------------- | ----------- | ---------- |
| Huis Heyardt, geboortehuis van Johann Philipp Bettendorff |                    | rue de Diekirch 41                           | 28 juli 1989 (IS)      |             |            |
| Gebouw                                                    |                    | rue de Diekirch 41                           | 26 juli 1997 (IS)      |             |            |
| Kapel gelegen in Lintgen                                  |                    | langs de RN 7                                | 30 april 2002 (IS)     |             |            |
| Gebouw met huis en plaats                                 |                    | Kadastersectie A, nummers 76/3695 en 76/3697 | 17 september 2001 (IS) |             |            |
| Lindeboom                                                 |                    | Ter plaatse genaamd «beim Wâschbur»          | 29 maart 1974 (IS)     |             |            |

## Bron
- Liste des immeubles et objets classés monuments nationaux ou inscrits à l'inventaire supplémentaire